# Opercularia hispidula
Opercularia hispidula là một loài thực vật có hoa trong họ Thiến thảo. Loài này được Endl. mô tả khoa học đầu tiên năm 1837.